# 1984 Fedynskij
1984 Fedynskij (1926 TN) là một tiểu hành tinh vành đai chính được phát hiện ngày 10 tháng 10 năm 1926 bởi S. I. Belyavskij ở Simeis.